# Mendesia
Mendesia is een geslacht van vlinders van de familie grasmineermotten (Elachistidae).

## Soorten
- M. aganopa Meyrick, 1911
- M. constantinella (Rebel, 1901)
- M. echiella Joannis, 1902
- M. farinella (Thunberg, 1794)
- M. joannisiella Mendes, 1909
- M. podonosmella Amsel, 1931
- M. secutrix Meyrick, 1914
- M. sepulchrella (Stainton, 1872)
- M. symphytella Walsingham, 1907